# Pseudocyphellaria pickeringii
Pseudocyphellaria pickeringii är en lavart som först beskrevs av Edward Tuckerman, och fick sitt nu gällande namn av D. J. Galloway. Pseudocyphellaria pickeringii ingår i släktet Pseudocyphellaria och familjen Lobariaceae.   Inga underarter finns listade i Catalogue of Life.